# منتخب مولدوفا لكرة السلة
منتخب مولدوفا لكرة السلة هو ممثل مولدوفا الرسمي في المنافسات الدولية في كرة السلة. ينتمي إلى منطقة الاتحاد الأوروبي لكرة السلة. انضم إلى الاتحاد الدولي لكرة السلة في عام 1985.